# Mambéré
La Mambéré est un cours d’eau de la République centrafricaine, parfois considéré comme le cours supérieur de la rivière Sangha. 

## Géographie
Elle prend sa source dans le massif de Yadé, au nord de Koundé. Après un cours de 488 km orienté vers le sud, elle rencontre la Kadéï à Nola, pour former la rivière Sangha.